# Redlynch, Queensland
Redlynch är en ort i Australien. Den är en förort till staden Cairns och ligger i delstaten Queensland, omkring 1 400 kilometer nordväst om delstatshuvudstaden Brisbane. Antalet invånare är 6 069.
Runt Redlynch är det mycket tätbefolkat, med 1 266 invånare per kvadratkilometer. Genomsnittlig årsnederbörd är 1 800 millimeter. Den regnigaste månaden är mars, med i genomsnitt 445 mm nederbörd, och den torraste är september, med 23 mm nederbörd.